# Beleg van Faenza

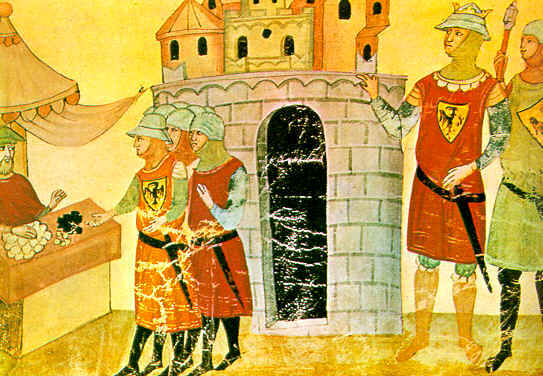
Keizer Frederik II betaalt met lederen munten

Het Beleg van Faenza vond plaats tussen augustus 1240 en april 1241. Keizer Frederik II belegerde de stad Faenza op weg naar Rome.

## Achtergrond
Zijn leven lang was keizer Frederik een marionet van de pausen. Na orde op zaken te hebben gesteld in het koninkrijk Sicilië, de excommunicatie en onttroning van zijn zoon Hendrik en de bemoeienissen van de paus in de Lombardische Liga veranderde de houding van keizer Frederik. Zijn klinkende overwinning na de Slag bij Cortenuova gaf hem de kracht om orde op zaken te stellen in geheel Italië. Paus Gregorius IX voelde de bui hangen en excommuniceerde Frederik in 1239.
De maat was vol, na elkaar te hebben uitgemaakt voor antichrist, marcheerde Frederik met zijn leger richting Rome. De stad Faenza had recent alle Ghibellijnen (pro-keizer) verbannen en was nu een Welfenstad (pro-paus).

## Beleg
Toen het Beleg van Faenza in augustus 1240 begon, waren de inwoners van Faenza er gerust op omdat Frederik zijn troepen niet meer kon betalen. Frederik beloofde zijn mannen dat de lederen munten, die ze nu kregen, na de overwinning zouden worden omgezet in gouden munten. Intussen beloofde Gregorius IX aan de inwoners van Faenza de hulp van de Milanese en de Bolognese troepen.
Er kwam echter nooit hulp van de Milanese of de Bolognese troepen. De Venetianen probeerden de troepen van Frederik II weg te trekken van Faenza door invallen te doen aan de Apulische kust; Frederik II hield echter zijn soldaten in het kamp en liet de Apuliërs Apulië verdedigen. Faenza's laatste hoop was dat Frederik II zich door de winter zou moeten terugtrekken. Frederik II liet zijn leger hutten bouwen die bestand waren tegen slecht weer. Toen de voedselvoorraden in de belegerde stad opraakten, vroegen de burgers om hun vrouwen, kinderen en niet-strijders een vrijgeleide te geven. Dit verzoek werd door Frederik II afgewezen, omdat hij wist dat een dergelijke daad het beleg alleen maar zou verlengen.
Uiteindelijk boden de burgers aan om zich over te geven indien ze de stad veilig mochten verlaten. Ook hier weigerde Frederik II beloften te doen vanwege de behandeling van de Ghibellijnen, waaronder een moordaanslag. Uiteindelijk gaven de burgers zich onvoorwaardelijk over op 14 april 1241, toen hongersnood en de toestand binnen de stadsmuren hen weinig keuze lieten. Toen de verdedigers van Faenza de stad verlieten in afwachting van de doodstraf, schonk Frederik II hen onvoorwaardelijk gratie.

## Vervolg
Paus Gregorius IX bood vredesonderhandelingen aan, maar die legde Frederik II naast zich neer en vervolgde zijn weg richting Rome. Gregorius riep een concilie bijeen om een afzettingsprocedure te beginnen tegen de keizer. De deelnemers aan het concilie werden tijdens de Slag bij Giglio in 1241 tegengehouden. Paus Gregorius IX stierf op 22 augustus 1241, waarop Frederik zei, ik ben niet in oorlog met de Kerk, hij brak zijn opmars af en vervolgde zijn weg naar Sicilië in afwachting van een nieuwe paus.